# 伊保庄村
伊保庄村（いほのしょうそん）は、山口県熊毛郡にあった村。現在の柳井市伊保庄にあたる。

## 地理
- 海洋：大畠瀬戸
- 山岳：箕山、大星山
- 河川：土穂石川

## 歴史
- 1889年（明治22年）4月1日 - 町村制の施行により、近世以来の伊保庄村が単独で自治体を形成。
- 1956年（昭和31年）9月30日 - 柳井市に編入。同日伊保庄村廃止。

## 出身者
- 弘津千代 - 劇作家